# Sisca

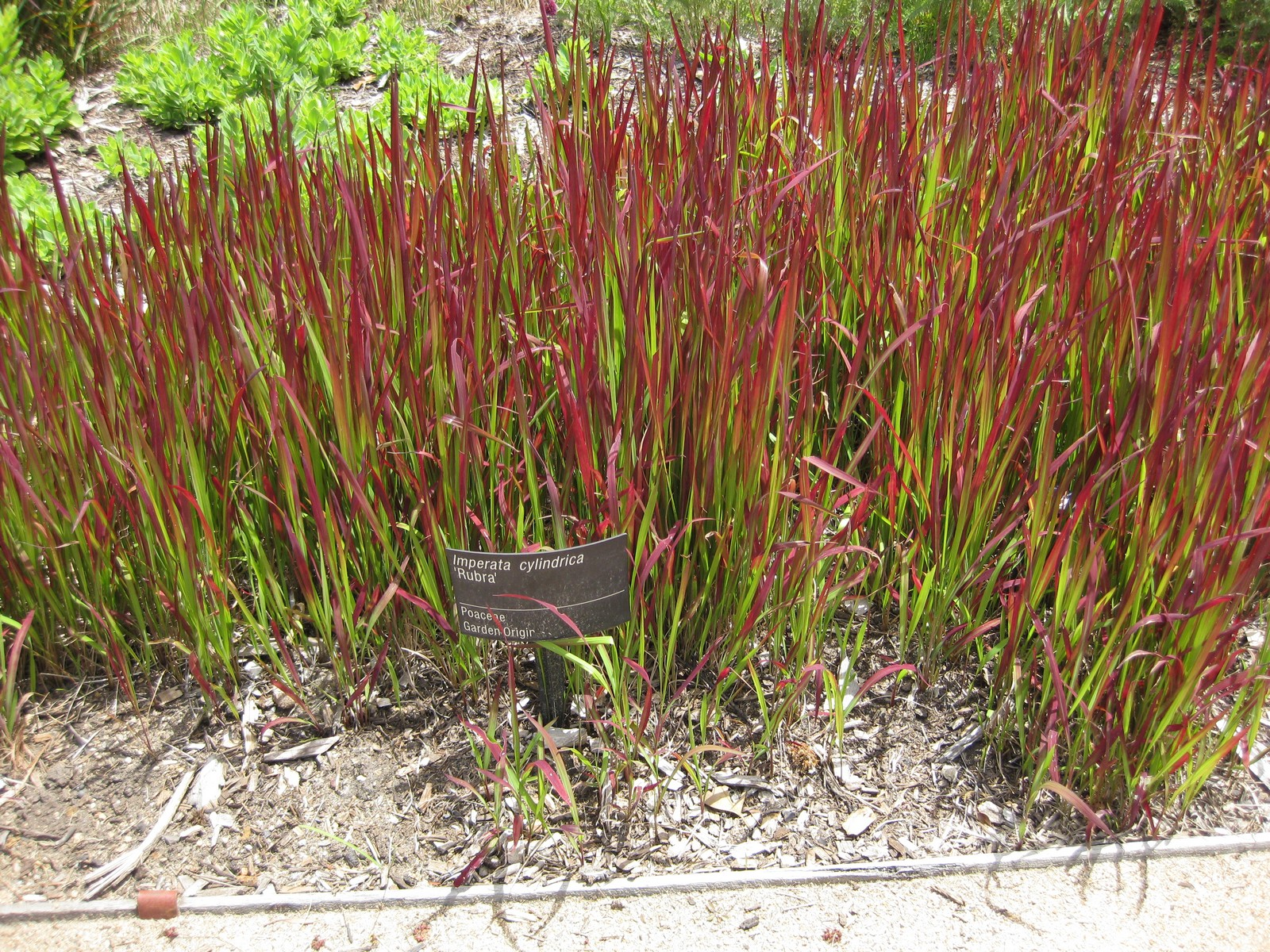
Cultivar 'Rubra'

La sisca o xisca (Imperata cylindrica) és una espècie de planta poàcia.

## Descripció
Planta perenne rizomatosa nativa de la Regió Mediterrània, Àfrica, i oest d'Àsia. Fa fins a tres metres d'alt. Les arrels arriben fins a 1,2 metres de fondària.
Imperata cylindrica es troba en llocs on el sòl està pertorbat, com els costat de les carreteres, solars en construcció, etc. Pot formar masses denses.

## Usos
A Papua Nova Guinea es fa servir per cobrir les teulades de les cases tradicionals. Es planta per combatre l'erosió i es fa servir per fer paper. És una planta ornamental. Les parts tendres són comestibles cuites i les arrels es masteguen com xiclets.

### Problemàtica
Naturalitzada a zones d'Amèrica i d'Àsia i Austràlia es considera una planta invasora fora del seu hàbitat original. La Unió Internacional per a la Conservació de la Natura (IUCN) l'ha classificada a la llista de les 100 espècies invasores més nocives del món. Es dispersa vegetativament pels rizomes i sexualment per les llavors.
A Benin i Vietnam es fa servir per controlar la xisca conreant la liana mongeta de vellut (Mucuna pruriens).